# Донской 13-й казачий полк
13-й Донской казачий генерал-фельдмаршала князя Кутузова-Смоленского полк

## Ранние формирования полка
13-й Донской казачий полк являлся прямым наследником Донского казачьего Басова полка, который был сформирован в середине 1820-х годов XIX века и принимал участие в Кавказских кампаниях против персов в 1826—1828 годах и против турок в 1828—1829 годах.
Полк долгое время находился на Кавказе и принимал участие в походах против горцев.
Впервые Донской казачий полк под № 13 был сформирован 26 мая 1835 года на основании нового положения о Донском казачьем войске. Периодически этот полк созывался в строй и распускался на льготу, также менялся его текущий номер (в зависимости от свободного номера полка при созыве). Кроме номера в названии полка также положено было означать и имя его текущего командира.

## Окончательное формирование полка
В 1874 году с Дона на внешнюю службу был вызван очередной Донской казачий № 21 полк и 27 июля 1875 года он был назван Донской казачий № 13-го полк. С этих пор оставался первоочередным и более на льготу не распускался.
Во время русско-турецкой войны 1877—1878 года полк находился на Дунайском театре и участвовал во многих сражениях с неприятелем.
С 24 мая 1894 года полк именовался как 13-й Донской казачий полк. 26 августа 1904 года вечным шефом полка был назван генерал-фельдмаршал князь Кутузов-Смоленский и его имя было присоединено к имени полка.
В 1914—1917 годах полк принимал участие в Первой мировой войне. Активно участвовал в Томашовском сражении 1914 г. и в Карпатской операции 1915 г. Сражался в Заднестровском сражении 26 апреля - 2 мая 1915 г.

## Знаки отличия полка
- Полковое Георгиевское знамя с надписью «За отличие в Персидскую и Турецкую войны 1827 и 1828 годов», пожалованное 29 апреля 1869 года (отличие унаследованно от Донского казачьего Басова полка, которому знамя с этой надписью было пожаловано 21 сентября 1831 года).
- Знаки отличия на головные уборы с надписью «За отличие в Турецкую войну 1877 и 1878 годов», пожалованные 17 апреля 1878 года.
- Одиночные белевые петлицы на воротнике и обшлагах нижних чинов, пожалованные 6 декабря 1908 года.

## Командиры полка
- на 15.07.1855 — полковник Редичкин, Иван Григорьевич
- 05.05.1872 — 17.08.1878 — полковник Попов, Иван Алексеевич
- 11.08.1879 — 19.04.1886 — полковник Поляков, Платон Алексеевич
- 29.10.1886 — 24.02.1895 — полковник Телешев, Михаил Николаевич
- 12.04.1895 — 02.05.1900 — полковник Дубовский, Николай Иванович
- 22.06.1900 — 02.06.1910 — полковник Араканцев, Александр Петрович
- 26.06.1910 — 18.12.1913 — полковник Поляков, Константин Семёнович
- 31.12.1913 — 04.02.1916 — полковник Каргальсков, Александр Николаевич
- 04.02.1916 — ? — полковник Иванов, Матвей Матвеевич